# Ernesto Mattiuzzi
Ernesto Attilio Mattiuzzi (Venezia, 22 agosto 1900 – Conegliano, 14 marzo 1980) è stato un pittore italiano.

## Biografia
Ernesto Attilio Mattiuzzi nacque a Venezia, in san Polo. Il padre Giovanni era di Pordenone, la madre Elena Bortolotto era di Venezia. Ernesto si diplomò in disegno di figura all'Accademia di Belle Arti di Venezia, fu collaboratore e critico d'arte di quotidiani e riviste artistiche.
Insegnante di Educazione artistica, Disegno e Storia dell'Arte nelle Scuole Medie statali, inferiori e superiori. Si sposò a Padova nel 1941.
È stato membro “sociétaire” del Salon des Artistes Indépendants di Parigi dal 1956. È stato inoltre membro dell'Accademia Italia, dell'Accademia di Lettere, Arti e Scienze di Salsomaggiore, dell'Accademia Tiberina, della Legion d'Oro e dell'Accademia de " i 500" di Roma.
Le sue opere figurano oggi presso i Comuni di Conegliano, Venezia, Padova, Roma ed in numerose raccolte private.

## Arte e stile
Pur essendo in collegamento con gli esponenti più in vista dell'arte del suo tempo e con loro misurandosi, Ernesto Mattiuzzi non ha ceduto alle sirene delle avanguardie e d'altre correnti novecentesche; e nei suoi disegni e dipinti è rimasto fedele al realismo figurativo, da lui espresso - sia pure con cenni di simbolismo - in nitidi ritratti, tipiche immagini di vita quotidiana e sensuali nudi femminili. In questi ultimi, oltre alla bellezza e armonia delle forme femminili, ha messo in luce la funzione generatrice della donna, velando il tutto con una nota di malinconia. Non manca qualche soggetto d'arte sacra per le chiese.

## Premi e riconoscimenti
- Napoli - Prima esposizione NAR di Arte pura figurativa, Maschio Angioino, Medaglia d'argento, 1957.
- Roma - Esposizione di Arte pura figurativa, Palazzo Esposizioni, medaglia d'oro, 1958.
- Napoli - Esposizione partenopea anti Biennale, medaglia d'oro, 1961.
- Roma - Scena Illustrata, medaglia d'argento, 1963-1965.
- Ancona - Galleria Europa Arte, medaglia d'argento, 1967.
- Roma - Premio dell'Unione Legion d'Oro, 1967.
- Ancona - Biennale delle Regioni, mostra della Grafica, medaglia d'oro, 1967.
- Pompei - Centro italiano Studi, Esposizione Protagonisti, Sigillo d'oro Città di Pompei, 1975.
- Milano - Art International Award, 1975.
- Roma - Premio Leonardo da Vinci, 1976.
- Roma - Premio Marc'Aurelio, 1977-1978.
- Roma - Premio Dante Alighieri, 1977-1978.
- Roma - Premio Montecitorio, Palazzo Montecitorio, 1979.

## Mostre personali e retrospettive
- 1924, 1928, 1937, 1971 - Palazzo Ca' Pesaro, Ass. Cultura Comune, Venezia.
- 1937 - Galleria S. Marco, Venezia.
- 1948-1964 - Galleria G.B. Cima, Conegliano.
- 1955, 1961, 1964, 1969 - Palazzo delle Esposizioni, Ass. Cultura Comune, Roma.
- 1955 - Galleria Steyner, Milano.
- 1960, 1962 - Sala degli Specchi Ca' Giustinian, Venezia.
- 1971 - Opera Bevilacqua La Masa, Fondazione, Venezia.
- 1985 - Civica Galleria Cavour, Ass. Cultura Comune, Padova.
- 1985 - 2010 Galleria Palazzo Sarcinelli, Ass. Cultura Comune, Conegliano.
- 1991 - Casa dei Carraresi, Fondazione Cassamarca, Treviso.
- 2000 - Casa di G.B. Cima, Fondazione, Conegliano.
- 2021 - Palazzo Zuckermann, Musei Civici, Padova.
- 2023 - Galleria dell'Eremo, Palazzo municipale, San Pietro di Feletto.

## Mostre collettive
- Dal 1924 al 1936 presente alle Biennale di Venezia.
- 1929 - Mostra Triveneta, Padova.
- 1950 - Selezione Nazionale, Capri.
- 1952, 1953, 1954, 1955, 1956 - Salon des Artistes Indépendants, Parigi.
- 1957 - Prima Esposizione NAR di Arte pura figurativa, Maschio Angioino, Napoli.
- 1957, 1958 - Circolo Artistico di Venezia, Pal. Prigioni, Venezia.
- 1958 - Esposizione di Arte pura figurativa, Pal. Esposizioni, Roma.
- 1961 - Esposizione partenopea anti Biennale, Napoli
- 1961 - IV Mostra nazionale d'Arte contemporanea, S. Benedetto del Tronto.
- 1963 - III Mostra Concorso internazionale d'Arte contemporanea, Pal. Odescalchi, Roma.
- 1965 - Galleria Modern Art Centre, Zurigo.
- 1967 - Galleria Europa Arte, Ancona.
- 1967 - Biennale delle Regioni, Mostra della Grafica, Ancona.
- 1969 - Mostra d'Arte Accademia dei 500, Roma.
- 1969 - I Mostra mercato naz. della bontà, SIAP, Roma.
- 1970 - Mostra omaggio a Roma capitale, Accademia Tiberina, Roma.
- 1975 - Centro italiano Studi, Esposizione protagonisti, Pompei.
- 1977, 1978, 1980 - Premio Marc'Aurelio, Roma.
- 1979 - Palazzo Montecitorio, Roma.